# Fred Milano
Fred Milano (26 de agosto de 1939 - 1 de enero de 2012) fue un cantante estadounidense del estilo doo wop. Nacido en Nueva York, fue un miembro de The Belmonts que se hizo famoso a finales de 1950 como Dion and the Belmonts, y a principios de 1960.
Falleció el 1 de enero de 2012 en Nueva York, víctima de cáncer de pulmón. Tenía 72 años.

## Discografía

### Sencillos
- "Santa Margherita" / "Teen-Age Clementine" (1957) - The Belmonts
- "Tag Along" / "We Went Away" (1958) - Dion and the Belmonts
- "I Wonder Why" (1958) - Dion and the Belmonts
- "No One Knows" (1958) - Dion and the Belmonts
- "A Teenager in Love" (1959) - Dion and the Belmonts
- "Where or When" (1960) - Dion and the Belmonts
- "That's My Desire" (1960) - Dion and the Belmonts
- "When You Wish upon a Star" (1960) - Dion and the Belmonts
- "In the Still of the Night" (1960) - Dion and the Belmonts
- "Tell Me Why" (1961) - The Belmonts
- "Don't Get Around Much Anymore" (1961) - The Belmonts
- "I Need Someone" (1961) - The Belmonts
- "Come On Little Angel" (1962) - The Belmonts
- "Diddle-Dee-Dum" (1962) - The Belmonts
- "Ann-Marie" (1963) - The Belmonts
- "Mr. Movin' Man" (1967) - Dion and the Belmonts
- "Berimbau" (1967) - Dion and the Belmonts

### Álbumes
- Presenting Dion and the Belmonts (1959)
- Wish Upon A Star with Dion and the Belmonts (1960)
- Together Again (1967) - Dion and the Belmonts
- Summer Love (1969) - The Belmonts
- Cigars, Acappella, Candy (1972) - The Belmonts
- Reunion (1973) - Dion and the Belmonts